# Paragon Software Group
Paragon Software Group (Paragon Technologie GmbH) – niemieckie przedsiębiorstwo informatyczne, założone w 1994 roku. Zajmuje się tworzeniem oprogramowania użytkowego, m.in. produktów służących do zarządzania danymi i dyskami oraz aplikacji dla systemów mobilnych.
Jego portfolio obejmuje m.in. produkty Paragon Partition Manager, Paragon Hard Disk Manager, Paragon Backup & Recovery oraz Paragon NTFS for Mac.
Przedsiębiorstwo zatrudnia ponad dwustu ludzi, a jego siedziba mieści się we Fryburgu Bryzgowijskim. Korporacja ma swoje przedstawicielstwa m.in. w Stanach Zjednoczonych, Niemczech, Japonii, Chinach, Rosji, Francji, Hiszpanii, Wielkiej Brytanii oraz w Polsce.